# Ophiomyia pulicarioides
Ophiomyia pulicarioides är en tvåvingeart som beskrevs av Gabriel Strobl 1900. Ophiomyia pulicarioides ingår i släktet Ophiomyia och familjen minerarflugor.
Artens utbredningsområde är Spanien. Inga underarter finns listade i Catalogue of Life.